# Sephena rubida
Sephena rubida är en insektsart som beskrevs av George Willis Kirkaldy 1906. Sephena rubida ingår i släktet Sephena och familjen Flatidae. Inga underarter finns listade i Catalogue of Life.